# 佩特科沃伊沃達峰
62°37′49″S 59°52′24″W / 62.63028°S 59.87333°W

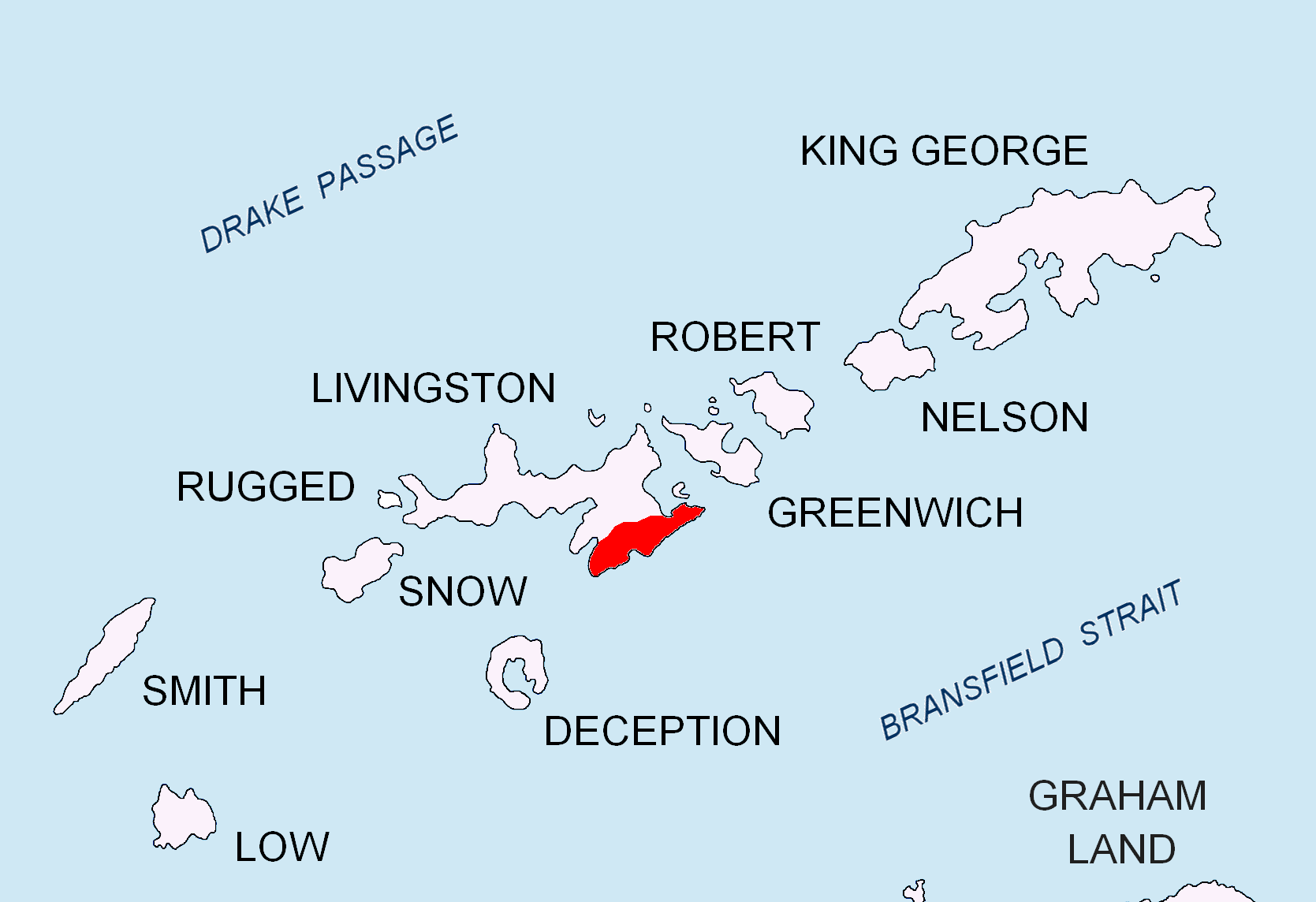

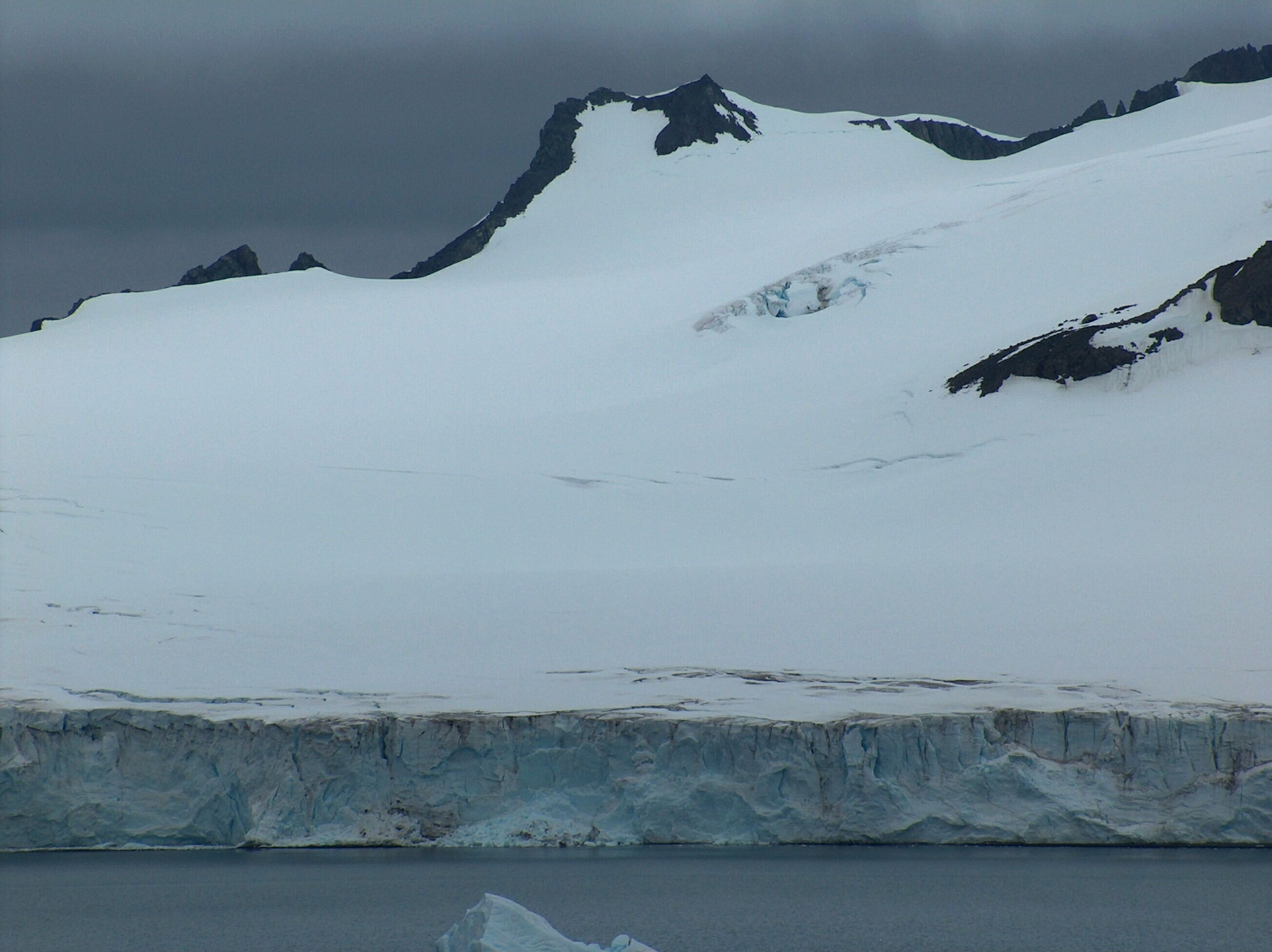

佩特科沃伊沃達峰是南極洲的山峰，位於南設得蘭群島的利文斯頓島，屬於騰格里山脈中德爾切夫嶺的一部分，海拔高度400米，西北面是索波特山麓冰川，東面是保塔利亞冰川。

## 外部連結
- SCAR Composite Antarctic Gazetteer（页面存档备份，存于）.